# 역평행 (생화학)
역평행(逆平行, 영어: antiparallel)은 생화학에서 두 생체고분자가 서로 평행하지만 방향성은 반대인 상태를 나타낸다. 예를 들어, DNA 이중 나선을 이루고 있는 두 가닥은 양 말단의 방향이 서로 반대인 역평행 구조이다.

## 핵산
핵산 분자는 포스포릴기(5' 말단)와 하이드록시기(3' 말단)를 가지고 있다. 이 표기법은 유기화학 명명법에 따르며, DNA 가닥에 대한 DNA 중합효소와 같은 효소의 움직임을 임의의 방식으로 정의하는 데 사용할 수 있다.

### G-quadruplex

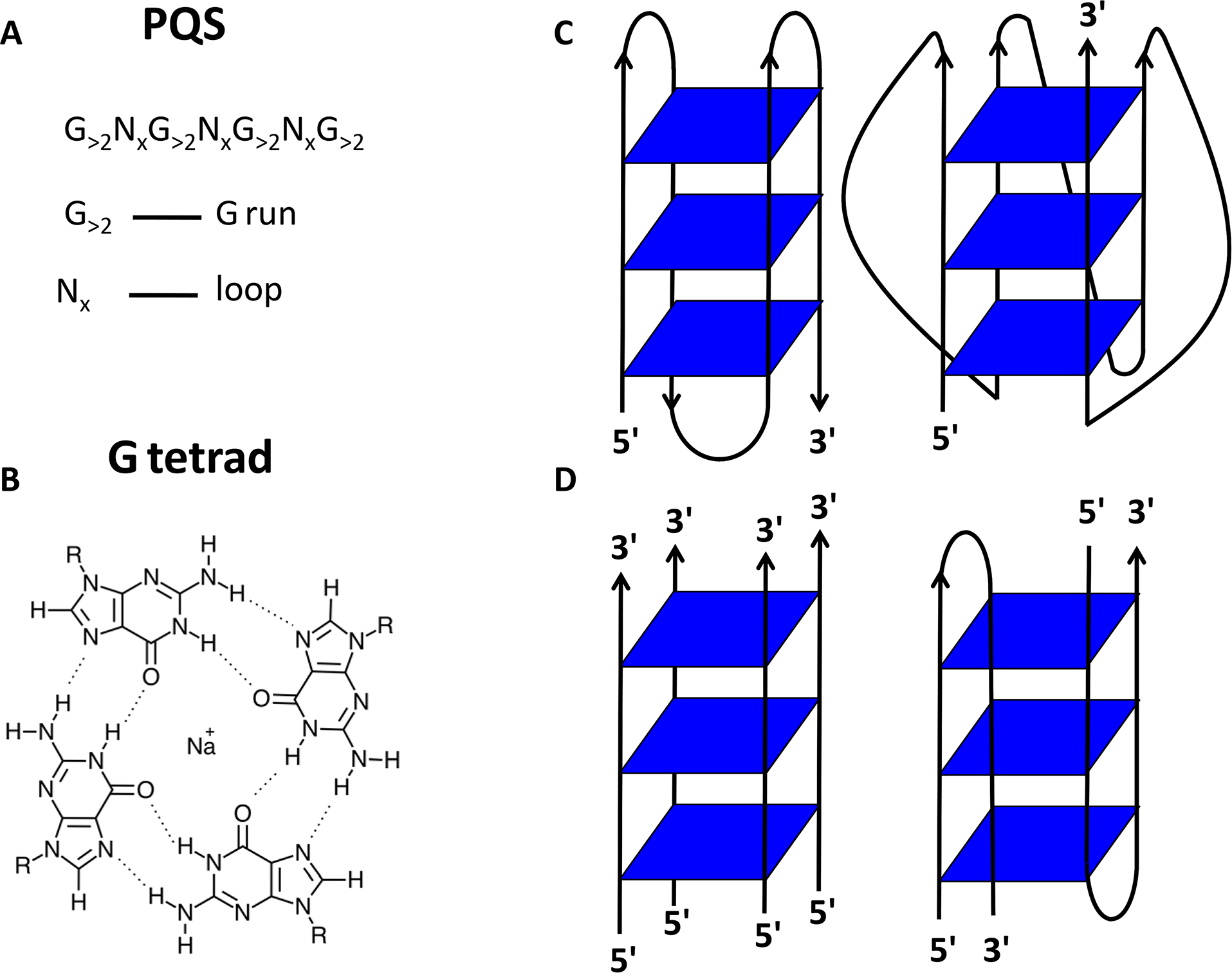
G-quadruplex, 프로펠러, 측면 및 대각선의 다양한 유형의 위상

G4 DNA라고도하는 G-quadruplex는 구아닌이 풍부한 핵산에서 발견되는 2차 구조이다. 이들 구조는 일반적으로 텔로미어(염색체의 말단)에 위치한다. G-quadruplex 구조의 구성 요소인 루프 구성에 따라 평행 또는 역평행일 수 있다. 모든 DNA 가닥이 동일한 방향으로 진행되는 경우 평행 사중선이라고 하며, 인접한 평행 가닥을 연결하는 가닥 역전/프로펠러라고 한다. 하나 이상의 DNA 가닥이 반대 방향으로 진행되는 경우, 역평행 사중화(anti-parallel quadruplex)라고 하며 측면/가장자리 형태, 인접한 역평행 가닥을 연결하는 대각선 또는 두 개의 대각선으로 연결되는 대각선의 형태일 수 있다.

### DNA 복제
DNA에서 5' 탄소는 선도 가닥(leading strand)의 상단에 위치하고 3' 탄소는 지연 가닥(lagging strand)의 하단에 위치한다. 염기 서열은 상보적이고 평행하지만, 반대 방향으로 간다. DNA의 역평행 구조는 DNA 복제에서 중요하다. 왜냐하면 DNA가 앞쪽 가닥을 복제하고, 다른 쪽 가닥을 복제하기 때문이다. DNA 복제 동안 선도 가닥은 연속적으로 복제되는 반면, 지연 가닥은 오카자키 절편으로 알려진 조각으로 복제된다.

#### 생화학에서의 역평행
역평행 DNA 이중 나선 구조의 중요성은 상보적인 질소 염기쌍 사이의 수소 결합 때문이다. DNA 구조가 평행하다면, 염기쌍이 일정한 방식으로 쌍을 이루지 않기 때문에 수소 결합이 불가능할 것이다. 4가지 염기쌍은 아데닌, 구아닌, 사이토신, 티민이며, 아데닌과 티민이 결합하고, 구아닌과 사이토신이 결합한다. DNA 구조가 평행해야 한다면 전사에 문제가 생길 수 있으며, DNA로부터 읽힌 정보를 이해하지 못한다. 이로 인해 잘못된 단백질이 생성될 수 있다.

## 폴리펩타이드
폴리펩타이드에 있는 N 말단과 C 말단이 있는데, 이는 중합체가 합성되는 방향을 반영하는 방식으로, 중합체의 말단을 나타낸다. 각각의 아미노산 단량체의 배열 순서는 폴리펩타이드에서 방향성 표기법의 기초가 된다. 주어진 단백질은 N 말단과 C 말단에서 고유한 아미노산 약어로 나타낼 수 있다.

### 베타 병풍 구조

역평행 베타 병풍 구조와 평행 베타 병풍 구조

많은 단백질이 2차 구조의 일부로 베타 병풍의 구조를 가지고 있다. 베타 병풍 구조에서 단일 폴리펩타이드의 영역은 이들의 골격 사슬 사이에 수소 결합을 허용하기 위해 서로 평행하거나 역평행할 수 있다. 그러나 역평행 베타 병풍 구조는 90°로 잘 정렬된 수소 결합으로 인해 평행 베타 병풍 구조보다 훨씬 더 안정적이다.